# Neurotrichus gibbsii
Neurotrichus gibbsii é uma espécie de mamífero da família Talpidae. Pode ser encontrado no oeste dos Estados Unidos da América e em Columbia Britânica, no Canadá.